# Robert Lillhonga
Robert Lillhonga, född 6 april 1977 i Lund är filmregissör och en av grundarna av den numera insomnade teatergruppen Teater Inkompetent. 2007 långfilmsdebuterade han med filmen  Hata Göteborg. 

## Filmografi (i urval)
- 2012 – HH gruppens visionsfilmer  Gjord tillsammans med Gertrud och Söner (Helsingborgs stad)
- 2007 – Hata Göteborg
- 2011 – Villa Thalassa – helgen vecka 48
- 2007 – Stumpen – teater på liv och död Gjord tillsammans med Arekay Entertainmant (Göteborgs International Filmfestival 2007)
- 2005 – Bestäm dig Jimmy

## Teater

### Roller
| År   | Roll  | Produktion                | Regi        | Teater                   |
| ---- | ----- | ------------------------- | ----------- | ------------------------ |
| 2002 | Tammy | Löparen Mattias Andersson | Jan Nielsen | Helsingborgs stadsteater |

### Regi
| År   | Produktion                 | Upphovsmän                         | Teater                   |
| ---- | -------------------------- | ---------------------------------- | ------------------------ |
| 1997 | Gummi-Tarzan för vuxna     | Robert Lillhonga                   |                          |
| 1999 | Roskilde                   | Robert Lillhonga                   |                          |
| 2001 | Sjuk, ensam och rädd       | Robert Lillhonga                   |                          |
| 2002 | Connys julafton            | Robert Lillhonga                   |                          |
| 2003 | Backpacker                 | Robert Lillhonga                   |                          |
| 2004 | Lund                       | Robert Lillhonga                   |                          |
| 2012 | The Art of Nothing         | Robert Lillhonga                   | Helsingborgs stadsteater |
| 2012 | Kal P Dal – En rockmusikal | Nic Schröder och Cornelius Löfmark | Slagthuset               |
| 2021 | Noice - Rockmusikalen      | Robert Lillhonga                   | Cirkus, Stockholm        |